# Aeschynanthus sojolianus
Aeschynanthus sojolianus är en tvåhjärtbladig växtart som beskrevs av Mendum och L.E.R. Galloway. Aeschynanthus sojolianus ingår i släktet Aeschynanthus och familjen Gesneriaceae. Inga underarter finns listade i Catalogue of Life.